# 筆記本

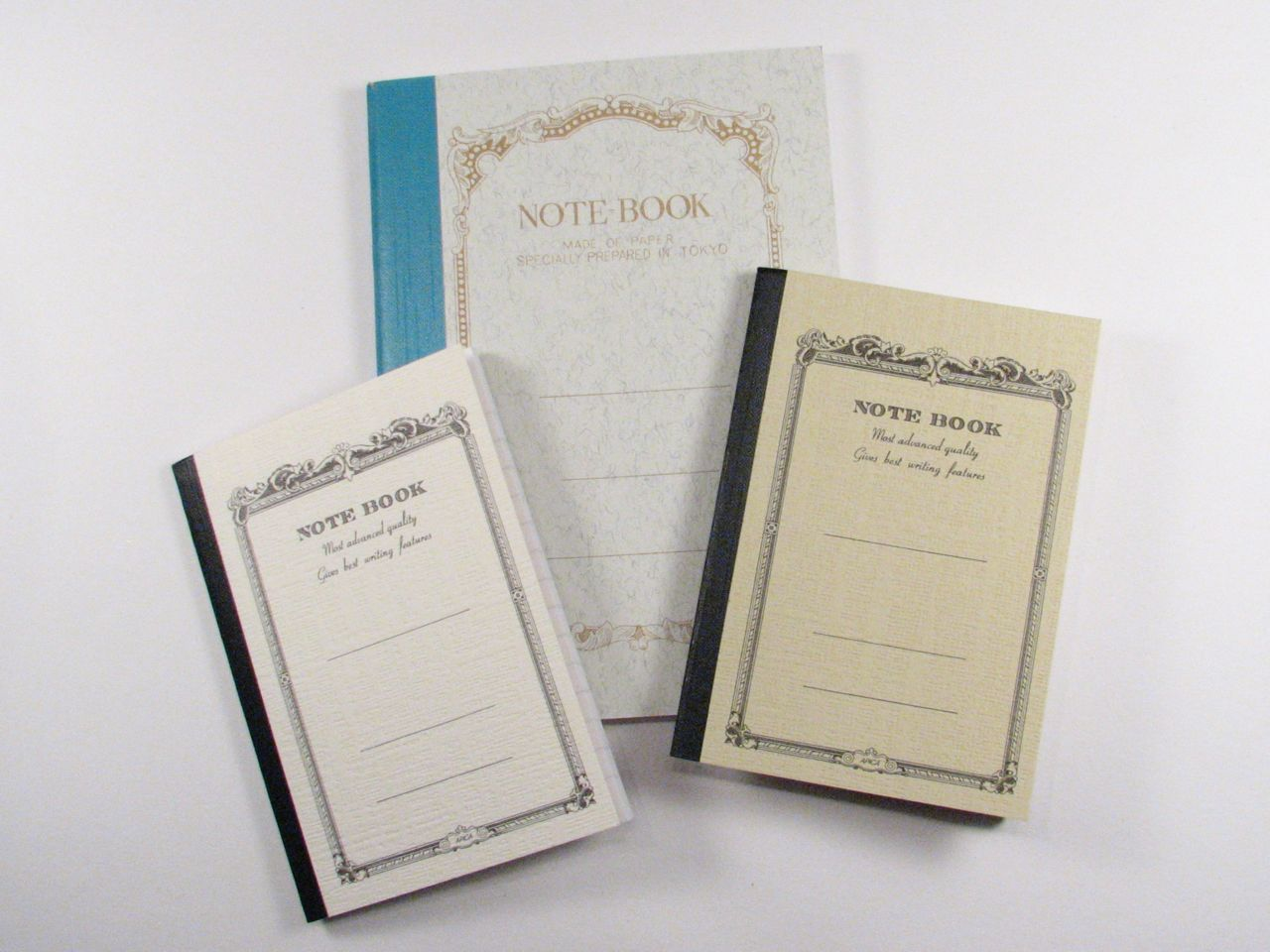
筆記本

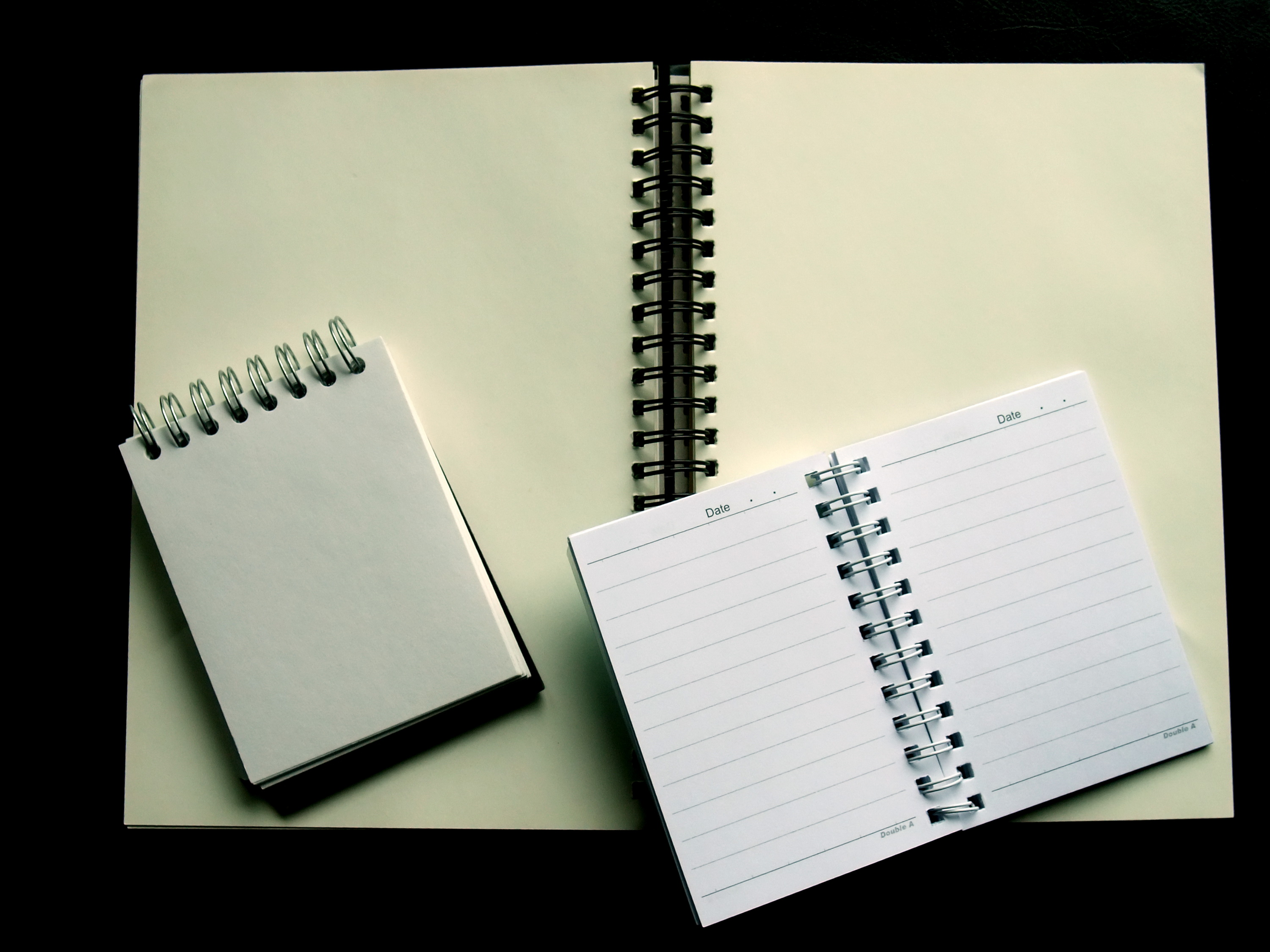
兩本A7雙環筆記本及一本A5雙環筆記本

筆記本是一種多用途的文具，可用作記事、寫作、繪畫、便條及掃描等用途，也是採訪記者的職業日用品。

## 歷史
在古羅馬，人们使用羊皮纸或草纸制成的抄本。目前還未有证据证明这些抄本被作为了笔记本来使用。
Ampad公司創立者J. A Birchall在1888~1920年间发明了“legal pad”，这是一个標準拍紙簿，可被视为一个笔记本，但笔记本也許并不总是被视为一个標準拍紙簿。

### 電子化
二十世紀後期，電腦事業蓬勃發展，筆記本已經開始進入電子化，筆記型電腦推出，產生一系列的筆記本電子化革命。個人數位助理亦是其替代品之一，近年來由於智慧型手機的普及，手機也逐漸成為現代人記事工具之一。

## 材料

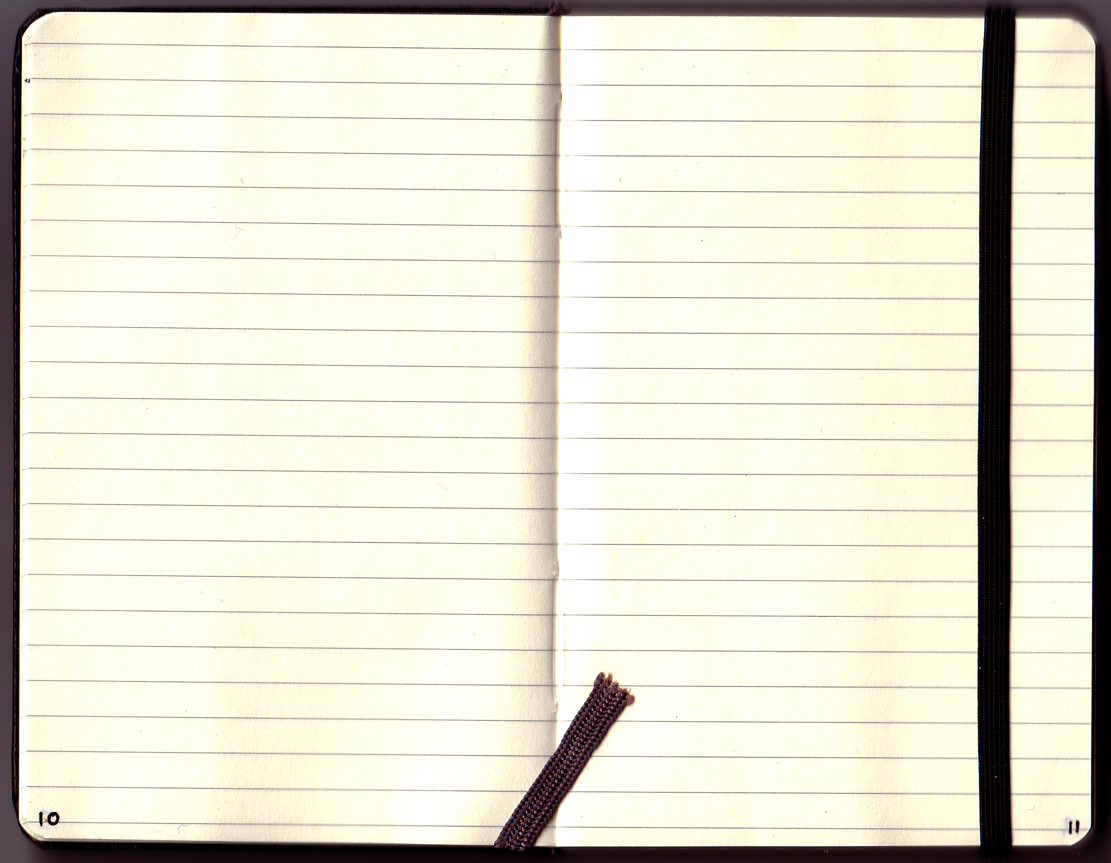
一个典型的笔记本

纸是迄今为止最常见的笔记本材料。纸有许多品种的区分，如颜色 、透明度 、亮度、孔隙度 、刚度、厚度、强度，和存放特性。其他材料包括各种透明度的羊皮紙、可轻易擦除的纸、以及高度耐用的聚合體材料。

## 外形
笔记本有下列几个分类：
- 纸的类别
- 形状
- 封面以及装订方式
- 笔记本上的图形、线等

不同形状的笔记本各有不同的用途。
一个笔记本的整体尺寸能决定一个笔记本用途的最大的因素。便携性便是其中之一。一些典型的笔记本尺寸有口袋大   

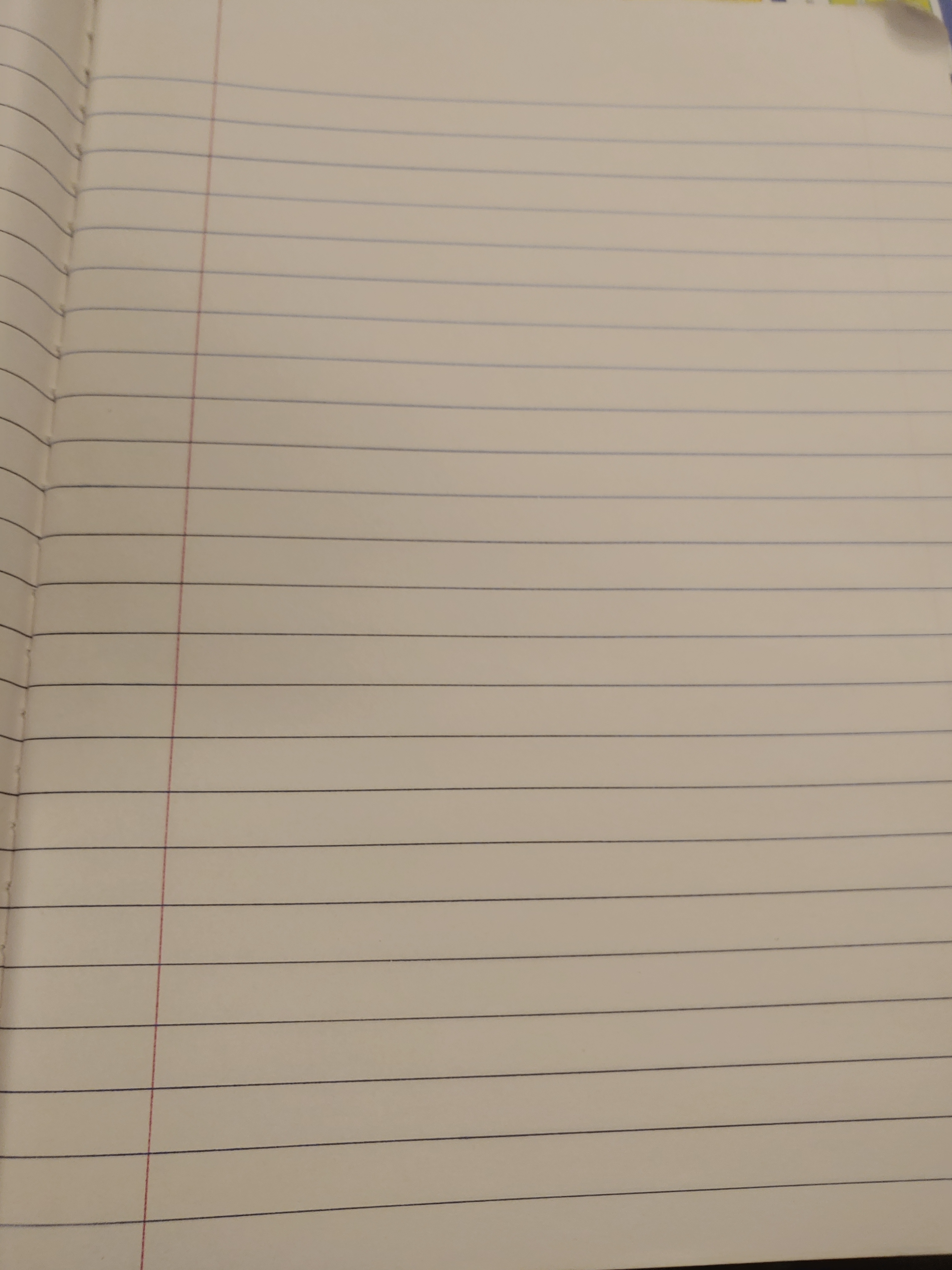
空的笔记本页

小，袖珍书大小，公文包大小及文件夹大小等。另外，过度尖锐的棱角及很难翻页（过度僵硬）的笔记本都有对使用者造成伤害的可能。